# Guillaume FitzAlain
Guillaume FitzAlain (FitzAlan en anglais) (vers 1105-1160), seigneur d'Oswestry, shérif du Shropshire, est un baron anglo-normand, primogéniteur des FitzAlan qui tiennent le titre de comte d'Arundel. Il choisit le parti de Mathilde l'Emperesse dans la guerre civile (1139-1153) pour le trône d'Angleterre qui oppose cette dernière à Étienne d'Angleterre.

## Biographie
Il est le fils de Alain FitzFlaad († vers 1114), sénéchal héréditaire de l'évêché de Dol dans l'est de la Bretagne, et d'Aveline, fille d'Ernulf de Hesdin du Ponthieu. Son frère Jordan hérita du patrimoine breton, son frère Walter († 1177) rentre au service de David Ier d'Écosse vers 1136 et devient son sénéchal. Il est l'ancêtre direct des Stuart qui montent sur le trône en 1371. Guillaume FitzAlain hérite du patrimoine anglais, dont le fief du shérif du Shropshire.
À la mort de Pain FitzJohn (en) en 1137, le roi Étienne d'Angleterre le nomme shérif du Shropshire. En 1138, il fait partie des barons du royaume qui renoncent à leur serment d'allégeance fait à Étienne d'Angleterre, le considérant comme un usurpateur. Il suit en cela Robert, le comte de Gloucester, qui devient le commandant militaire du parti angevin de sa demi-sœur Mathilde l'Emperesse.
Son château de Shrewsbury est assiégé par Étienne en août 1138, durant sa campagne dans l'ouest du royaume. Guillaume et sa famille réussissent à s'échapper, et le château tombe en très peu de temps. Après avoir été accusé d'être trop indulgent dans son début de campagne, il décide de pendre la plupart de la garnison du château, y compris l'oncle maternel de Guillaume.
Quand l'Emperesse débarque en Angleterre en 1139, il se met à son service. Après la capture d'Étienne d'Angleterre à la bataille de Lincoln en février 1141, il accompagne celle-ci à Winchester où elle est reconnue « dame des Anglais ». En juillet il est à Oxford avec elle, puis à Winchester. Elle le reconnaît comme étant un baron important à cause de son autorité sur le comté du Shropshire.
Mais son autorité n'a jamais été vraiment si importante, et va même en diminuant. Après la révolte galloise de 1149, Oswestry qui était le siège de son fief tombe aux mains de Madog ap Maredudd, du Powys. Puis Bridgnorth est conquis par la famille Mortimer. Il ne lui reste plus que le petit fief de Keevil dans le Wiltshire, dont sa femme avait hérité. Il présente l'avantage d'être proche de Devizes, le siège de Mathilde l'Emperesse après 1142.
En 1153, il se met au service du fils de Mathilde, Henri Plantagenêt, le duc de Normandie, qui vient en Angleterre conquérir le pouvoir pour lui-même. Il va grandement profiter de l'accession au trône d'Henri en 1154. En juillet 1155, le nouveau roi reprend Shrewsbury et Bridgnorth à Hugues de Mortimer, puis Oswestry quelque temps après, et il en rend le contrôle à Guillaume FitzAlain. Dans la foulée, il se voit à nouveau confier la charge de shérif du comté.
Il meurt aux environs de Pâques 1160. Il fonde l'abbaye de Haughmond qui deviendra l'abbaye et le mausolée familiale. Il est par contre inhumé dans l'abbaye de Shrewsbury.

## Famille et descendance
Vers 1130, il épouse Christina, neptis (nièce, proche parente) de Robert, le comte de Gloucester. Ils ont deux enfants :
- Alain, mort avant son père ;
- Christina, qui épouse Hugues Pantouf de Wem en 1170.

En secondes noces, il épouse Isabelle de Say, fille et héritière de Hélie de Say, lord de Clun. Ils ont pour enfant :
- Guillaume, qui hérite du patrimoine.